# بخش یاکوفلفسکی، استان بلگورود
بخش یاکوفلفسکی (به لاتین: Yakovlevsky District) یک منطقهٔ مسکونی در روسیه است که در استان بیلگاراد واقع شده‌است.